# Manton S. Eddy
Manton Sprague Eddy (16. maj 1892 – 10. april 1962) var en generalløjtnant i den amerikanske hær.

## Tidlige liv
Eddy var født i Chicago og tog eksamen fra Shattuck Military School i Faribault, Minnesota i 1913. Han blev indrulleret i den amerikanske hær i 1916. Han var helt igennem infanterist og Manton Eddy gjorde tjeneste i Frankrig i 1. verdenskrig i riffel og maskingevær enheder. Efter at være blevet forfremmet til major, gjorde han tjeneste i besættelseshæren i Tyskland indtil 1919, hvor han vendte tilbage til USA. Efter at være blevet reduceret i rang til kaptajn i 1920, giftede Eddy sig med Mamie Peabody Buttolph et år senere. I mellemkrigsperioden var han medlem af Infantry Board og taktisk instruktør på Command and General Staff College.

## 2. Verdenskrig
Årene med forberedelse og træning gav stort udbytte for hæren. I 1941 blev Eddy chef for 114. infanteriregiment. Året efter blev han forfremmet til brigadegeneral og fik kommandoen over 9. infanteridivision under felttoget i Tunesien, invasionen af Sicilien og invasionen i Normandiet. Som leder af 12. korps holdt hans enheder med held stand på den sydlige side af det amerikanske frontfremspring i Slaget i Ardennerne. I april 1945 vendte han på grund af sygdom tilbage til USA. For hans rolle i erobringen af Cherbourg blev Eddy tildelt Distinguished Service Cross.

## Efterkrigstiden
I tiden efter krigen gjorde general Eddy igen tjeneste på Fort Leavenworth, denne gang som kommandant for det derliggende college, fra januar 1948 til juli 1950. Han var leder af en komite, som foretog en grundig gennemgang af officersuddannelsen, og etablerede de trinvise niveau i officersuddannelsen. Som leder af 7. armé gennemførte han dens transformation fra en besættelsesstyrke til en afskrækkelsesstyrke. Han lod sig pensionere med rang af generalløjtnant.
Manton S. Eddy ligger begravet på Arlington National Cemetery.